# Acmocera bialbofasciata
Acmocera bialbofasciata là một loài bọ cánh cứng trong họ Cerambycidae.